# Ruslan Karimov
Pour les articles homonymes, voir Karimov.
Ruslan Karimov, né le 22 mai 1986 à Tchirtchik en RSS d'Ouzbékistan, est un coureur cycliste ouzbek.

## Palmarès et résultats

### Palmarès par année
- 2005
  - 2e du championnat d'Ouzbékistan sur route
- 2006
  - 3e du Tour de Corée
- 2007
  -  Champion d'Ouzbékistan sur route
- 2010
  -  Champion d'Ouzbékistan du contre-la-montre
  - 2e du championnat d'Ouzbékistan sur route
  - 3e du Circuito del Porto-Trofeo Arvedi
- 2011
  - Trophée Giacomo Larghi
  - Milan-Tortone
  - Trofeo FPT Tapparo
  - 2e du championnat d'Ouzbékistan sur route
- 2014
  -  Champion d'Ouzbékistan sur route
  - 9e du championnat d'Asie sur route
- 2015
  -  Champion d'Ouzbékistan sur route
- 2017
  -  Champion d'Ouzbékistan sur route
  - 2e du championnat d'Ouzbékistan du contre-la-montre
- 2018
  - 3e du championnat d'Ouzbékistan sur route

### Classements mondiaux
| Année           | 2005 | 2006 | 2007 | 2008 | 2009 | 2010 | 2011 | 2012 | 2013 | 2014 |
| --------------- | ---- | ---- | ---- | ---- | ---- | ---- | ---- | ---- | ---- | ---- |
| UCI Asia Tour   | 22e  | 79e  | 50e  | 285e |      | 61e  | 100e |      | 295e | 57e  |
| UCI Europe Tour |      |      |      |      |      | 499e | 626e |      |      |      |